# アントニオ・ファン・ブロウクホルスト
アントニオ・ファン・ブロウクホルスト（Anthonio van Brouckhorst）は、出島オランダ商館長で、1649年11月5日から1650年10月25日までその職にあった。
1643年7月28日、オランダ船ブレスケンス号の乗員10人が盛岡藩領に上陸した。1641年以降、オランダ人は長崎以外への来航を禁止されていたため、船員らは捕らえられ江戸へ送られた。翌年、参府した新旧2人の商館長ピーテル・アントニスゾーン・オーフルトワーテルとヤン・ファン・エルセラックが釈明し、これを幕府が了解して解放された（ブレスケンス号事件）。
この処置に対して、幕府はオランダからしかるべき感謝があるものと期待していたが、特に目立った動きはなかった。これに幕府は不満を抱き、1648年に参府した商館長フレデリック・コイエットは将軍徳川家光への拝謁を許されず、翌年のディルク・スヌークにいたっては、参府すら許されなかった。
事態を重く見たオランダ東インド会社は、バタヴィアの長官（総督の次席）で日本通のフランソワ・カロンが中心となって対策をたて、謝礼使節を江戸に派遣することとなった。特使には「非商人」で法学博士の肩書きを持つペーテル・ブロークホビウスが、副使にはアンドレアス・フリシウスが選ばれた。さらに次期商館長であるブロウクホルストが補佐することとなった。加えて、一行には砲術士官のユリアン・スヘーデル（スウェーデン人）と外科医カスパル・シャムベルゲル（ドイツ人）が選ばれた。
ブロウクホルストは、正副両使節より先発し、1649年8月7日に出島に到着した。フリシウスは9月19日に到着したが、ブロークホビウスは船中で死亡していた。実は会社はそれを予期しており、その場合はフリシウスに全権を委ねると共に、ブロークホビウスの死体に防腐処置を施し、特使の正装を着せた上で日本側に見せ、オランダ人の誠意を見せることとなっていた。ブロークホビウスは稲佐悟真寺に埋葬された。
フリシウス、ブロウクホルスト、スヘーデル、シャムベルゲルら一行は11月25日に長崎を出発し、12月31日に江戸に到着した。その後3ヶ月間登城できなかったが、これは家光が病気のためであった。4月7日、ようやく登城が許され、幕閣と会うことができた。会見は友好的なものであり、特にスヘーデルが40ポンド臼砲の砲撃を披露すると大いに喜ばれた。一行はスヘーデルとシャムベルゲルを江戸に残し、5月3日に長崎に戻った。スヘーデルは「戦士」として日本人に気に入られ、江戸に5ヶ月間引き止められる。長崎に戻ったのは11月14日であった。スヘーデルの教えは北条氏長により「攻城阿蘭陀由里安牟相伝」としてまとめられた。
ともあれ、この特使の派遣は成功であり、翌年から日蘭関係は極めて良好なものとなった。
なお、シャムベルゲルは江戸で要人の治療にあたったほか、2年間の日本滞在中に日本人医師を教育し、後に「カスパル流」といわれる蘭方医学の祖とみなされるようになった。